# DAIKO XTECH
DAIKO XTECH株式会社（ダイコウクロステック、英文社名:DAIKO XTECH,LTD.）は、東京都新宿区に本社を置く商社。旧社名は大興電子通信株式会社。

## 概要
大和證券（現:大和証券グループ本社）各店舗のビルメンテナンスと通信機器の保守事業からスタートした。現在ではシステム構築からハードの保守サービスまでの一貫したサービスを北海道～九州の25拠点で展開している。富士通の全国総合ディーラーである。
大和證券に最初の電算機器を導入（富士通製）したことで大和證券グループの一員となり、それがその後の富士通ディーラー契約のきっかけとなって今日に至る。
数年前までは大和土地建物、大和証券、大和総研といった大和グループが主要株主を固めていたが、現在では富士通が筆頭株主となり大和証券グループの持株順位は3番手となっている。

## 沿革
- 1953年（昭和28年）12月 - 大興通信工業として設立。
- 1956年（昭和31年） 4月 - 大和証券からの資本参加を受け入れ。
- 1970年（昭和45年）11月 - 富士通とのFACOMディーラー契約を締結。
- 1974年（昭和49年） 1月 - 大興電子通信に社名変更。
- 1986年（昭和61年）11月 - 株式を店頭登録。
- 1990年（平成 2年）12月 - 東京証券取引所第二部上場。
- 2025年（令和 7年） 4月 - DAIKO XTECH（ダイコウ クロステック）に社名変更。